# Медвежка (Северо-Казахстанская область)
Медвежка (каз. Медвежка) — село в районе Магжана Жумабаева Северо-Казахстанской области Казахстана. Входит в состав Булаевской городской администрации. Находится примерно в 2 км к югу от города Булаево, административного центра района, на высоте 128 метров над уровнем моря. Код КАТО — 593620200.
Южнее села находятся озёра Кирпичное, Пресное и Солёное.

## История
Редут Медвежий был основан в 1752 году в качестве одного из укреплений Новоишимской линии.

## Население
В 1999 году численность населения села составляла 721 человека (325 мужчин и 396 женщин). По данным переписи 2009 года, в селе проживало 653 человека (309 мужчин и 344 женщины).